# 前橋FM送信所
前橋FM送信所（まえばしエフエムそうしんじょ）は群馬県高崎市吉井町にあるFMラジオ送信所である。

## 概要
- 当送信所は、高崎市吉井町多比良の牛伏山にある[1]。
- 当送信所には群馬県域FM局であるNHK前橋放送局FM放送とFMぐんまの前橋送信所が置局されている。かつて放送大学のFM中継局が設置されていた[2]。
- 群馬県の広い範囲に電波を発射している他、FMぐんまは埼玉県北部地域[3]、埼玉県利根地域の一部[4]や栃木県足利市、栃木市他が放送エリアになる[5]。

## 送信所設備概要
| 放送局名         | コールサイン | 周波数  | 空中線電力 | 実効輻射電力 | 放送対象地域 | 放送区域内世帯数 |
| ---------------- | ------------ | ------- | ---------- | ------------ | ------------ | ---------------- |
| NHK 前橋FM       | JOTP-FM      | 81.6MHz | 1kW        | 5.4kW        | 群馬県       | 約45万世帯       |
| FMG エフエム群馬 | JORU-FM      | 86.3MHz | 1kW        | 5.5kW        | 群馬県       | 約45万世帯       |

### 廃止された放送局
| 放送局名 | コールサイン | 周波数  | 空中線電力 | 実効輻射電力 | 放送対象地域                    | 放送区域内世帯数 | 放送終了日    |
| -------- | ------------ | ------- | ---------- | ------------ | ------------------------------- | ---------------- | ------------- |
| 放送大学 | （中継局）   | 78.8MHz | 1kW        | 5.4kW        | 関東広域圏 （授業実施予定地域） | 不明             | 2018年9月30日 |

- 正式な送信所名は、NHKと放送大学で牛伏山FM放送所・FMGで牛伏山送信所である。

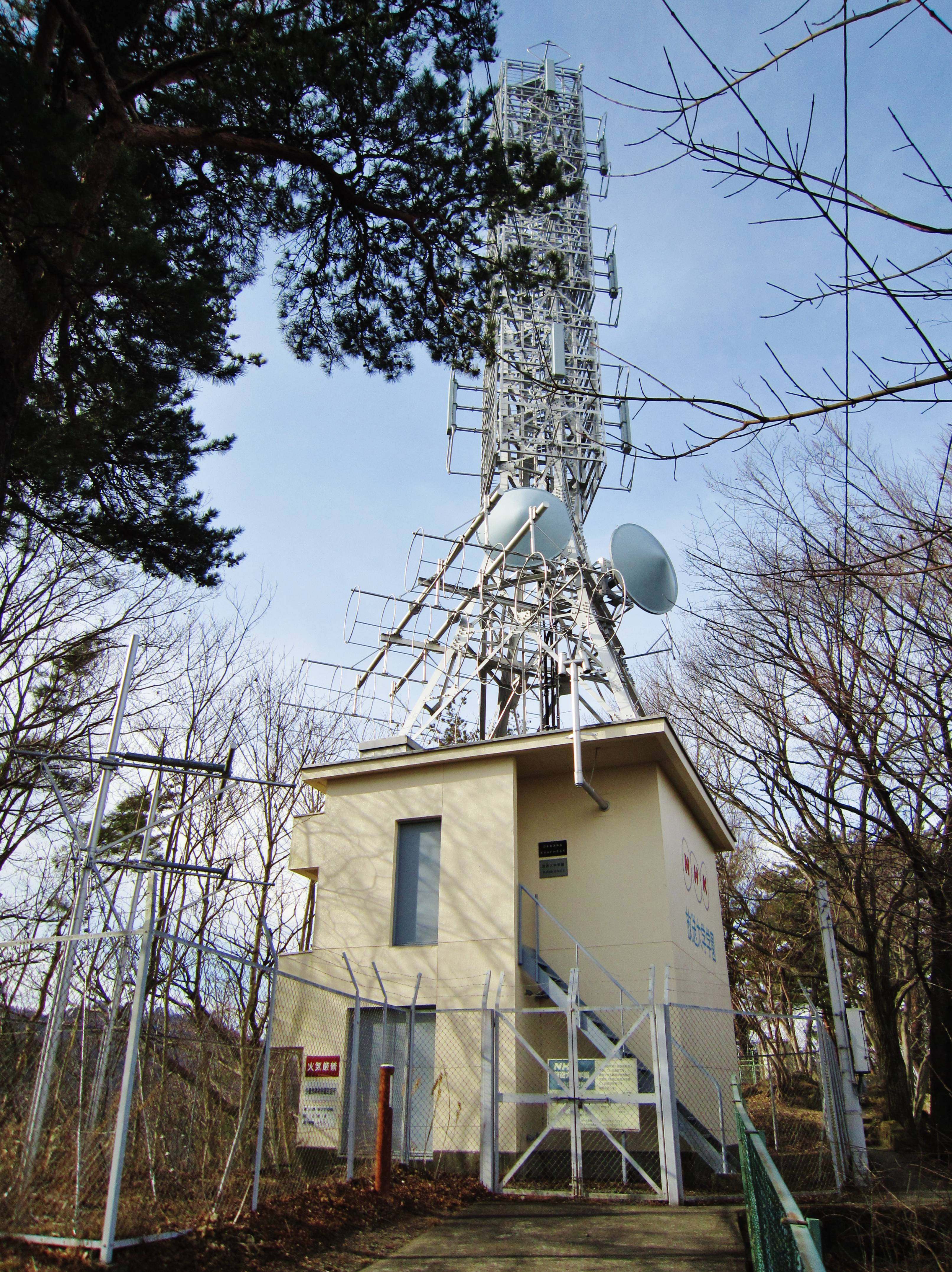
NHK・放送大学学園の牛伏山放送所
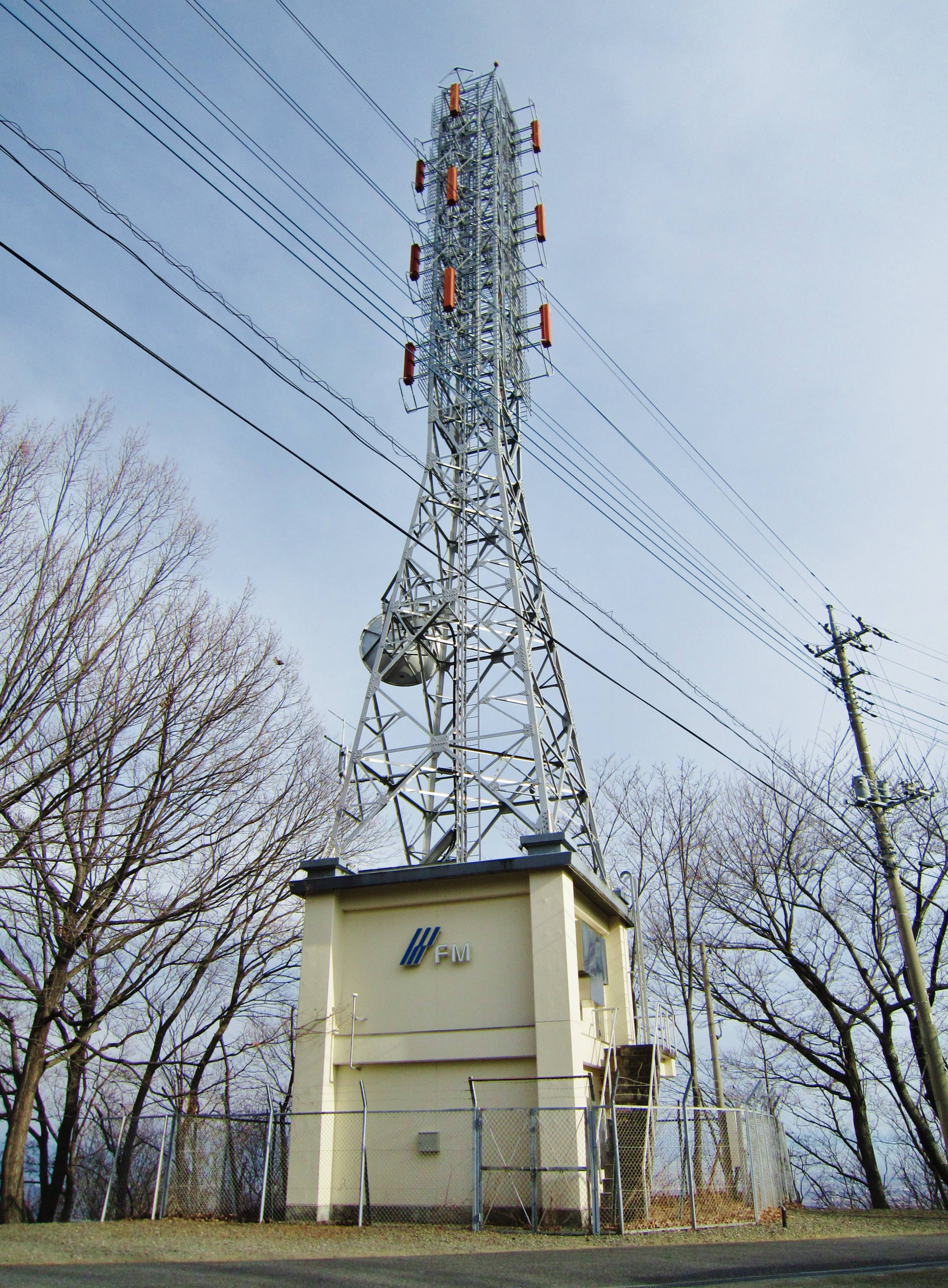
エフエム群馬の牛伏山送信所